# マジ☆ワラ
マジ☆ワラは、2005年1月から3月までテレビ東京で放送された深夜バラエティ番組(関東ローカル)で、お笑いシリーズの第1弾。フォーサイド・ドット・コムの一社提供。
放映時間は、毎週火曜日深夜3時10分~深夜3時40分。放送回数は全12回。

## 概要
フォーサイド・ドット・コムはこれまでSe-女、Se-女!2、東京美優、水着少女とグラビアアイドルに関する番組を放送し後にDVDを販売していたが、お笑いの人気が増していることを受けて新たにお笑い番組を提供することになった。出演者にはグラビアアイドルだけでなく多数の人気若手お笑い芸人を起用して番組を盛り上げようとしていた。

## 出演者
熊田曜子、海江田純子、チョップリン、アメリカザリガニ、インスタントジョンソン、火災報知器、タイムマシーン3号 、WAGE、ハレルヤ 他若手芸人多数